# 샤프 (기업)

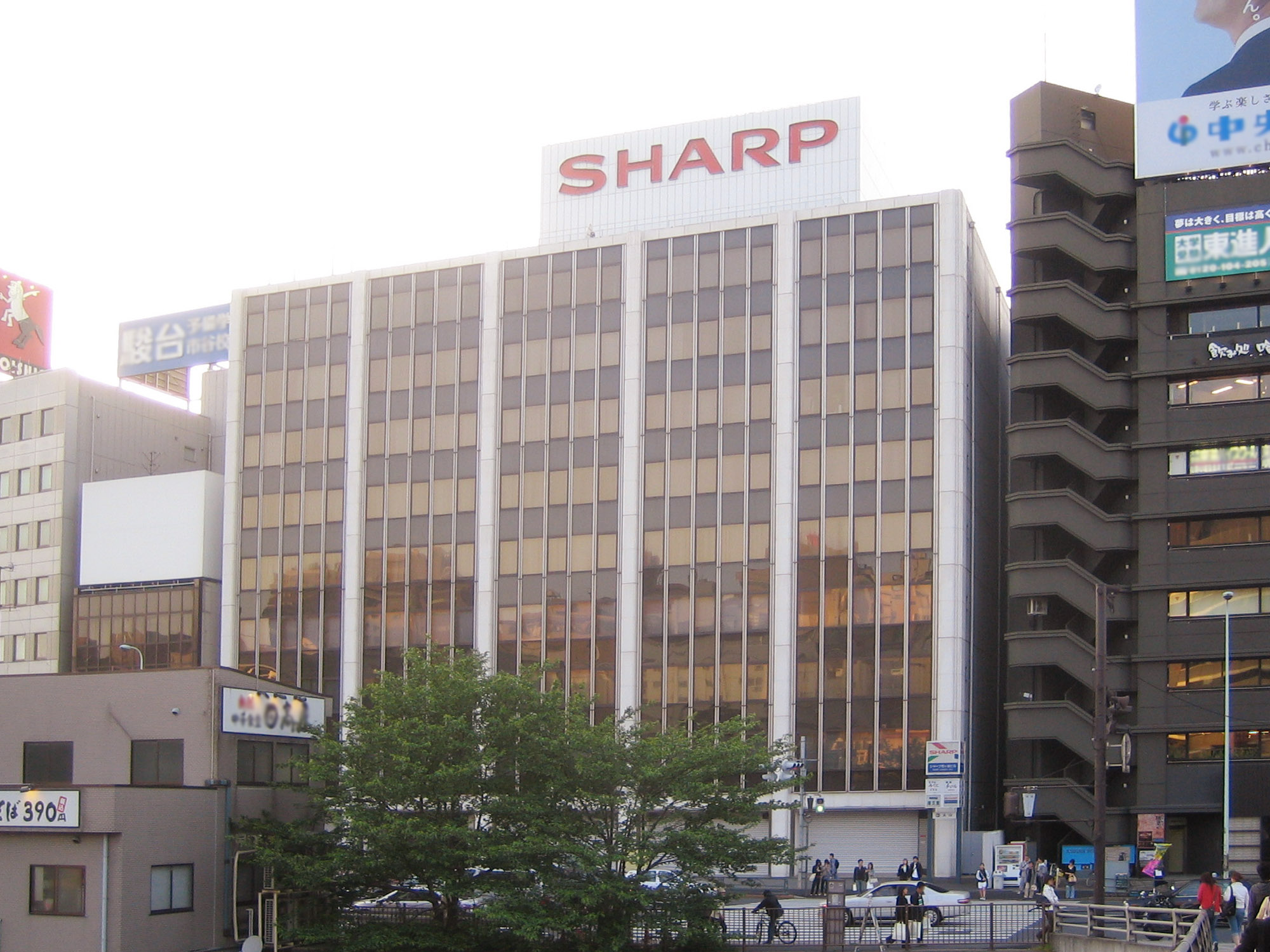
도쿄 이치가야의 빌딩.

샤프 주식회사(일본어: シャープ株式会社, Sharp Corporation)는 1912년 창업한 일본의 전자기업이다. 상표는 SHARP이다. 샤프 펜슬을 발명한 것으로 잘 알려져 있으며, 2016년 대만의 훙하이정밀공업(폭스콘)에 인수되어 자회사가 되었다.
샤프는 액정 디스플레이, 태양열 집약 패널, 휴대전화, 영상 프로젝터, 복합기, 전자사전, 플레시 메모리, 캐시 레지스터, CMOS, 각종 가전제품을 생산하였거나 생산하고 있다.

## 역사
하야카와 토쿠지가 1912년에 ‘하야카와 전기 공업(早川電機工業)’이라는 이름으로 창업한 것이 시초이다. 1915년 샤프 펜슬이 인기를 끌자 회사 이름을 샤프로 바꾸게 되었다. 1925년 일본 최초의 국산 라디오를 출시하였다. 1952년 일본에서 처음으로 텔레비전을 출시하였다.
샤프는 1970년대에 컬러 액정 디스플레이를 발명하였다. 1987년 샤프는 세계 최초로 LCD 텔레비전을 내놓기에 이른다. 2000년 11월에 샤프는 최초의 상용 카메라폰을 일본 시장에서 출시하였다.
그러나 샤프는 주력사업인 텔레비전 시장에서 삼성, LG 등 한국 기업에 패배하기 시작하면서 적자를 보고 2015년 해외 TV사업 철수도 모자라 본사를 매각하기로 하는 등 위기에 봉착했다.
2016년 2월 25일 일본의 니혼게이자이신문과 NHK 등은 대만의 훙하이정밀공업(폭스콘)이 샤프를 인수한다고 보도했다. 인수금액은 7,000억 엔으로 확정됐다. 일본 정부는 당초 이에 반대하여 일본 내에서 샤프를 회생시키는 방법을 도모하였으나, 폭스콘 회장 궈타이밍은 막대한 인수금액을 내걸며 샤프의 고용규모를 유지하고 회사를 분할하지 않겠다고 설득하였다. 폭스콘은 샤프의 인수로 디스플레이, 반도체 기술 확보, 그리고 그보다도 더 큰 104년 역사의 '샤프'라는 브랜드를 손아귀에 넣음으로써, 애플의 하청업체로서 '이름없는 기업'이라는 굴레를 벗게 되었다. 그러나 한 달 여간의 추가 협상끝에 샤프의 매각가는 무려 절반이 줄어든 3888억엔으로 낮아졌다. 닛케이 등 일본 언론들은 '농락당했다'는 표현을 쓰며 흥분하였으나 블룸버그 통신이나 증권사들은 샤프의 재무상황으로 볼때 그것조차도 비싸게 산 것이며 폭스콘의 절실함을 보여주는 것이라고 분석하였다. 일본 기업 최초로 대만기업에 인수되는 것도 모자라 끌려다니는 것은 샤프의 현실을 말해주고 있다.
2016년 3월 30일 중화민국의 훙하이정밀공업(現 폭스콘)에 인수가 완료되었다. 그 뒤 샤프는 경영재편과 적자사업 퇴출, 액정사업 투자 등을 통해 부활중에 있다. 2017년에는 4분기 연속 흑자를 기록하였다. 그러나 샤프는 이 과정에서 많은 사업을 정리하고 기술 개발을 중지하였다.
2020년 3월 코로나19 범유행을 맞이하여 샤프는 모기업인 폭스콘에 동참하여 보건용 마스크를 생산하고 있다. 마스크 부족에 시달리던 일본 국내에서는 샤프 마스크 열풍이 일어나, 샤프는 온라인 추첨 판매 페이지를 개설하는 등 본격적으로 마스크 판매에 뛰어들었다.
2020년 5월 샤프는 액정 디스플레이 사업을 분사하여 훙하이정밀공업(폭스콘)에게 주도권을 넘겨주었다.
2020년 10월 한때 '액정의 대명사'라고 불리며 차세대 디스플레이의 리더였던 샤프가 LG디스플레이의 패널을 탑재한 유기 발광 다이오드 텔레비전 판매를 개시하였다.